# The Bridges of Madison County
The Bridges of Madison County (bra: As Pontes de Madison; prt: As Pontes de Madison County) é um filme de drama romântico estadunidense de 1995 dirigido e coproduzido por Clint Eastwood, com roteiro de Richard LaGravenese baseado no romance homônimo de Robert James Waller.
Produzido pela Amblin Entertainment e Malpaso Productions, e distribuído pela Warner Bros. Entertainment, o filme foi estrelado por Eastwood e Meryl Streep — indicada ao Oscar de Melhor Atriz por sua atuação.

## Sinopse

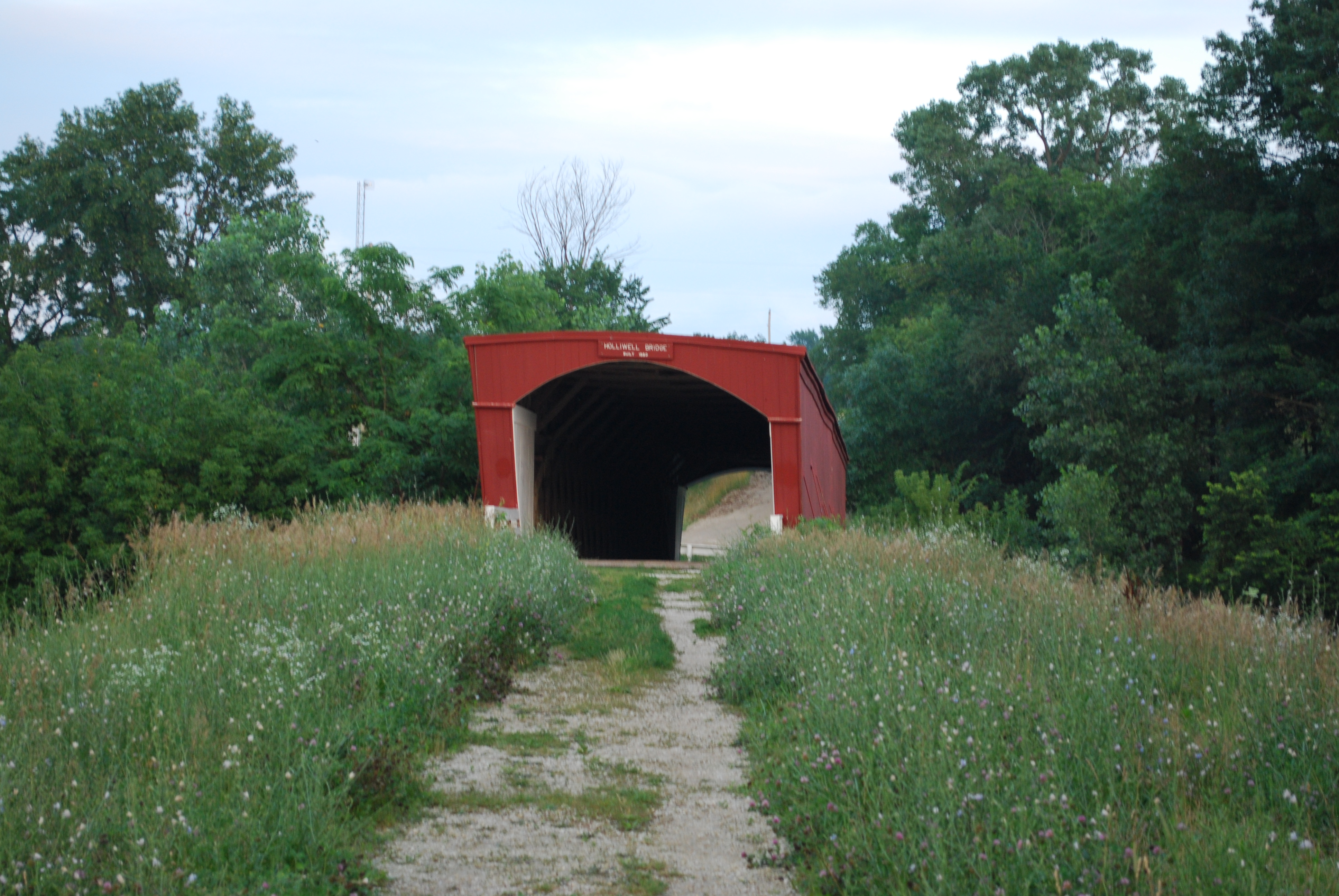
Ponte coberta no condado de Madison.

O filme passa-se em 1965. Relata a história de Francesca (Meryl Streep), uma solitária dona de casa italiana residente no Iowa, que se tinha casado com um soldado estado-unidense e emigrado para os Estados Unidos. Enquanto o seu marido e filhos se encontram fora, na feira do Estado de Illinois, conhece e enamora-se de um fotógrafo, Robert Kincaid (Clint Eastwood), que chegou ao condado de Madison (Iowa) para realizar uma série fotográfica sobre as pontes cobertas da zona para a National Geographic. Os quatro dias que passam juntos são para ela uma viagem fundamental na sua vida pela relação extramatrimonial que mantém com Robert, história que escreve no seu diário.
A história é contada em flashbacks. Após a morte de Francesca, seus filhos descobrem um manuscrito que revela essa passagem de sua vida.

## Elenco
- Clint Eastwood como Robert Kincaid
- Meryl Streep como Francesca Johnson
- Annie Corley como Carolyn Johnson
- Victor Slezak como Michael Johnson
- Jim Haynie como Richard Johnson
- Sarah Kathryn Schmitt como jovem Carolyn
- Christopher Kroon como jovem Michael
- Phyllis Lyons como Betty
- Debra Monk como Madge
- Richard Lage como Lawyer Peterson
- Michelle Benes como Lucy Redfield

## Pré-produção
Amblin Entertainment, produtora fundada por Steven Spielberg, comprou os direitos de filmagem de romance de Waller para $25,000 no final de 1991, antes de sua publicação, na época do lançamento do filme o romance vendeu 9,5 milhões de cópias no mundo todo. Spielberg primeiro perguntou a Sydney Pollack para dirigir o filme, que tem Kurt Luedtke para elaborar a primeira versão da adaptação, mas depois saiu de cena; Ronald Bass foi trazido por Kathleen Kennedy e Spielberg para trabalhar no script, mas eles estavam insatisfeitos com os resultados.
Mas um terceiro tratamento de Richard LaGravenese foi apreciado por Eastwood, que bem cedo tinha sido escalado para o papel principal masculino, e por Spielberg, ambos viram potencial no tratamento, mas decidiram reescrevê-lo juntos para ajustar as imperfeições que perceberam e encontrar a voz perfeita para o projeto. Spielberg gostou tanto de trabalhar com Eastwood e LaGravenese escrevendo o roteiro com eles que considerou fazer de Bridges seu próximo filme depois de A Lista de Schindler, que estava em pós-produção ao mesmo tempo.
Ambos os homens gostavam que o tratamento de LaGravenese apresentou a história do ponto de vista de Francesca; mas Eastwood e Spielberg, decidiram introduzir o fato dos filhos adultos de Francesca descobrirem e lerem seus diários. Quando Spielberg decidiu não dirigir o filme, então ele trouxe Bruce Beresford, que contratou Alfred Uhry para elaborar outra versão do script; quando a Warner Bros., Spielberg e Eastwood, todos preferiram o roteiro que eles escreveram junto com LaGravenese, Beresford então desistiu. Com a desistência de Baresford, Eastwood pediu para dirigir o filme e o coproduzir com a sua produtora Malpaso Productions para ter mais controle sobre o filme e fazer o projeto avançar.
Waller defendido Isabella Rossellini no papel de Francesca; ela era uma "forte candidata" em uma lista que também incluía Anjelica Huston, Jessica Lange, Mary McDonnell, Cher e Susan Sarandon. Mas, apesar da relutância inicial de Spielberg, Eastwood tinha defendido Meryl Streep para o papel desde o início.

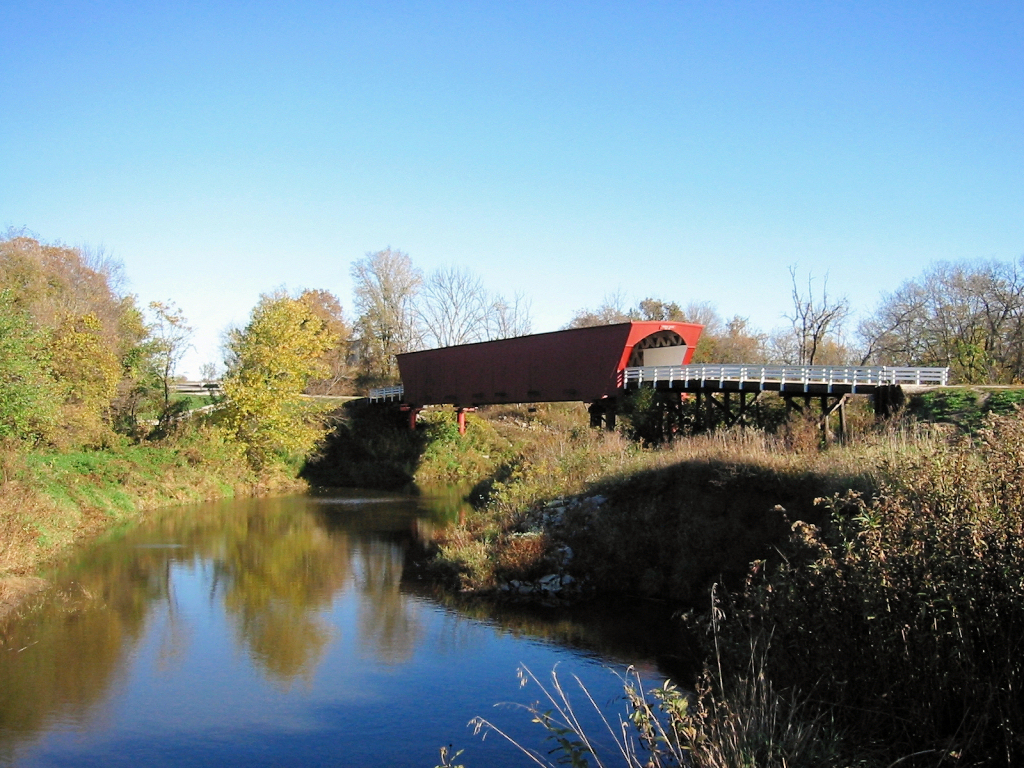
Ponte coberta Roseman em Winterset, Iowa.

## Produção
Filmagem principal levou 42 dias, terminando em 1 de novembro de 1994, 10 dias antes do prazo de 52 dias de Eastwood; Eastwood filmou cronologicamente a partir do ponto de vista de Francesca, "porque era importante trabalhar dessa forma. Éramos duas pessoas que queriam conhecer umas as outras, em tempo real, como atores e como os personagens." Foi filmado em locações em Madison County, incluindo a cidade de Winterset, e no Condado de Dallas na cidade de Adel. A Ponte Bell's Mills, localizada no condado de Westmoreland (Pennsylvania), foi também um local de filmagem.

## Pós-produção
O Motion Picture Association of America inicialmente deu ao filme uma classificação "R", para a fala "Ou deveríamos apenas foder no linóleo uma última vez?", Um linha de diálogo falado sarcasticamente por Francesca; Eastwood apelou, e a classificação foi reduzido a um PG-13.

## Recepção
Nos Estados Unidos, The Bridges of Madison County arrecadou $10,5 milhões dólares americanos durante o seu primeiro fim de semana nos cinemas, e um total de mais de $70 milhões.